# Land und Leute (Dokumentarfilmserie)
Land und Leute (Originaltitel: People and Places) ist eine Serie von insgesamt 17 US-amerikanischen Dokumentarfilmen, die zwischen 1953 und 1960 von Walt Disney Productions produziert worden sind.

## Entstehungsgeschichte und Produktionsweise
Die Filmreihe entstand im Gefolge und quasi als „Abfallprodukt“ (Christopher Finch) der Reihe Entdeckungsreisen im Reiche der Natur (True-Life Adventures). Kurz nach Ende des Zweiten Weltkriegs Mitte hatte Walt Disney das Dokumentarfilmer-Ehepaar Alfred und Elma Milotte beauftragt, in Alaska alles zu filmen, was ihnen irgendwie interessant erschien. Denn Disney schwebte – in allerdings noch unklaren Zügen – vor, daraus möglicherweise einen Dokumentarfilm zu machen. Dieser sollte allerdings rein unterhaltend Informationen bieten – ganz im Gegensatz zu den militärischen Lehr- und Ausbildungsfilmen, wie sie das Studio während der Kriegsjahre im Regierungsauftrag hergestellt hatte, sowie der Industriefilme, die seitdem ein Standbein des Unternehmens bildeten. Aus den Alaska-Aufnahmen der Milottes entstand in den Disney-Studios bald ein eigenes kleines Archiv, doch konnte Walt Disney zunächst keine Szenen von künstlerischem Wert darin entdecken. Schließlich flog er 1947 selbst nach Alaska, um dort Land und Leute etwas näher kennenzulernen. Schließlich äußerte Milotte den Wunsch, einmal auf den Pribylow-Inseln in der Beringsee die Kolonien der Nördlichen Seebären filmen zu können. Disney sagte zu und erhielt dadurch schließlich doch noch Filmsequenzen, die ihn fesselten. Diese Aufnahmen wurden dann zu dem knapp halbstündigen Dokumentarfilm Die Robbeninsel (1948) zusammengesetzt, dem Auftakt der Reihe Entdeckungsreisen im Reiche der Natur.
Als diese Dokumentationen im Kino sehr erfolgreich liefen, entsann man sich im Studio auf das noch ungenutzte weitere Material der Milottes im Archiv, darunter Aufnahmen vom Leben der Eskimos in Alaska. Daraus wurde dann The Alaskan Eskimo montiert und 1953 herausgebracht. Prompt gewann der Film 1954 den Oscar als „bester kurzer Dokumentarfilm“. Damit war die neue Filmreihe Land und Leute etabliert. Zu deren Intentionen schrieb Walt Disney selbst:

„In den Filmen und Büchern der neuen Serie „Land und Leute“ suchen wir fremde Welten und fremde Menschen auf, schildern ihre Gedanken, ihre Empfindungen, ihr alltägliches und festliches Leben – und versuchen so, Verständnis und Freundschaft für sie zu wecken.“

Im Gegensatz zu seinen Dokumentarfilmen der Reihe Entdeckungsreisen im Reiche der Natur betrat Disney mit Land und Leute allerdings keinesfalls filmisches Neuland. Vielmehr waren Reisedokumentationen (englisch Travelogues) schon seit Stummfilmtagen im Kino vertreten gewesen. Einer der bekanntesten Vertreter dieses Genres war James A. FitzPatrick, der bereits seit Mitte der 1920er Jahre solche Reihen wie FitzPatrick Traveltalks und The Voice of the Globe produzierte, davon viele Filme in Farbe. Mit Vistavision Visits experimentierte er 1954/55 auch kurzzeitig mit dem Breitbild. Ähnlich tätig war zum Beispiel auch Lowell Thomas, der ab Anfang der 1950er Jahre zunächst an den Movietone News Reel Travelogues arbeitete, dann zudem an den Cinerama-Dokumentationen, die durch ihre extremen Großbildprojektionen bestachen. Vor dem Hintergrund dieser Konkurrenz war es für Disney nicht ausreichend, seine Land-und-Leute-Filme lediglich in Farbe zu produzieren. Vielmehr wurden beginnend mit Schweiz (1955) alle Folgen der Reihe im CinemaScope-Verfahren gedreht und aufgeführt. Die Kameraleute machten außerdem häufig und ausgiebig von Flugzeug- und Helikopteraufnahmen Gebrauch, um spektakuläre Übersichtsaufnahmen zu erhalten.
Signet der Filmreihe war das gezeichnete Bild der Erdkugel, die sich in einer Zeichentrick-Animation zur Kartenabbildung im Breitbildformat entfaltet. Wie bei den Entdeckungsreisen im Reiche der Natur kam auch bei den Filmen der Land-und-Leute-Reihe der Musik eine zentrale narrative Bedeutung zu. Für die Filmmusik der meisten Folgen zeichnete Oliver Wallace verantwortlich, teilweise nahmen die Dokumentarfilmer aber auch originale Volksweisen direkt vor Ort auf.
Bei den meisten der zwischen 15 und 45 Minuten langen Reisedokumentationen führte Ben Sharpsteen Regie, bei jeweils zwei Folgen aber auch Ralph Wright und Winston Hibler, der zugleich als Sprecher für alle Filme fungierte. Eine Ausnahme bildeten zudem die Folgen Wales und Scotland (beide 1958), deren Gestaltung Walt Disney dem britischen Filmeditor Geoffrey Foot übertrug, weil ihn dessen Schnitt-Leistung bei dem Spielfilm Rob Roy – Der königliche Rebell (1953) sehr beeindruckt hatte. Mit Disneyland, U.S.A. (1956) „schmuggelte“ Walt Disney außerdem eine veritable Eigenwerbung für seinen im Vorjahr eröffneten Freizeitpark in die Reihe ein. Aus heutiger Sicht lässt sich dieser Film jedoch als ein wertvolles historisches Dokument aus der Startphase des Parks und der Intentionen seines Erbauers bezeichnen. Tiburon schließlich war ein Filmprojekt der Reihe, das nie vollendet wurde. Ausschnitte daraus waren jedoch in der am 5. Oktober 1955 ausgestrahlten Disney-Fernsehshow Peole and Places – Tiburon, Sardinia, Morocco, Icebreakers zu sehen. Mit The Danube, einem Film über die Donau, lief die Reihe 1960 zeitgleich mit den Naturfilmen aus.
Insgesamt waren und sind die Disney-Reisefilme weniger populär als die Disney-Naturdokumentationen. Sie wurden auch insgesamt weniger im Kino und Fernsehen gezeigt, wobei allerdings zu beachten ist, dass viele Ausschnitte aus ihnen als Unterrichtsfilme im 16-mm-Format zum Einsatz kamen. Und immerhin drei Streifen der Reihe – The Alaskan Eskimo, Men Against the Arctic und The Ama Girls – gewannen jeweils den Oscar als „bester kurzer Dokumentarfilm“. Weitere Oscar-Nominierungen erhielten daneben Siam, Switzerland, Samoa und Portugal.

## Die Filme derLand-und-Leute-Reihe
(Quelle: )
- 1953: The Alaskan Eskimo – Regie: James Algar
- 1954: Siam – Land und Leute; auch: Siam (Siam) – Regie: Ralph Wright
- 1955: Schweiz (Switzerland) – Regie: Ben Sharpsteen
- 1955: Unternehmen Arktis (Men Against the Arctic) – Regie: Winston Hibler
- 1956: Sardinien (Sardinia) – Regie: Ben Sharpsteen
- 1956: Disneyland, U.S.A. – Regie: Hamilton Luske
- 1956: Samoa – Regie: Ben Sharpsteen
- 1957: Die blauen Männer von Marokko (The Blue Men of Morocco) – Regie: Ralph Wright
- 1957: Lapland – Regie: Ben Sharpsteen
- 1957: Portugal – Regie: Ben Sharpsteen
- 1958: Wales – Regie: Geoffrey Foot
- 1958: Scotland – Regie: Geoffrey Foot
- 1958: Seven Cities of Antarctica – Regie: Winston Hibler
- 1959: Cruise of the Eagle – Regie: Ben Sharpsteen
- 1960: Ama Girls – Regie: Ben Sharpsteen
- 1960: Japan – Regie: Ben Sharpsteen
- 1960: The Danube – Regie: Ben Sharpsteen